# Rue d'Alsace-Lorraine (Lyon)
Pour les articles homonymes, voir Rue d'Alsace-Lorraine.
La rue d'Alsace-Lorraine ou rue Alsace-Lorraine est une rue du quartier des pentes de la Croix-Rousse et du quartier Saint-Clair dans le 1er arrondissement de Lyon, en France.

## Situation et accès
D'orientation nord-sud, la rue de d'Alsace-Lorraine relie au nord le débouché occidental de la rue de Provence sur la place Michel-Servet et au sud le croisement de deux voies et d'une place, la rue Roger-Violi, la Grande rue des Feuillants et la place Croix-Paquet. La numérotation démarre au nord avec le no 1 et s'achève au sud avec le no 21.
Ce site est desservi par la station de métro Croix-Paquet de la ligne C du métro de Lyon.

## Origine du nom

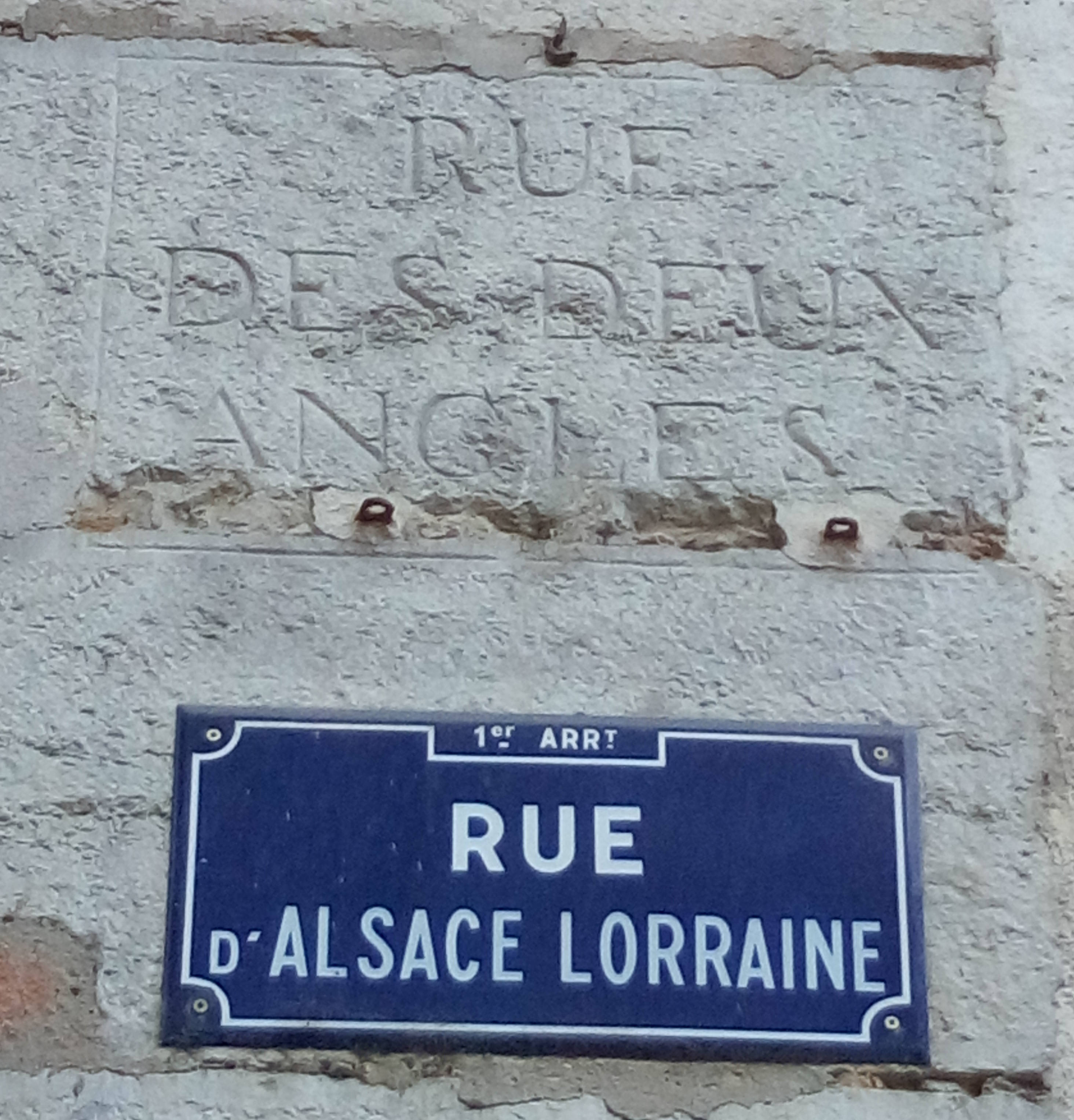
Vue du mur occidental du no 21 en 2017 portant la gravure « rue des Deux Angles » et la plaque émaillée « rue d'Alsace Lorraine ».

Cette rue doit son nom à la mémoire des provinces d'Alsace-Lorraine perdues à l'issue de la guerre de 1870.

## Historique
L'historien Jean Pelletier précise que l'organisation de la trame viaire en contrebas des jardins de Croix-Paquet date des aménagements du quartier Saint-Clair, qu'il nomme « Tolozan », dus à l'architecte Jacques-Germain Soufflot dans la première moitié du XVIIIe siècle.
Lors de l'aménagement du quartier par l'architecte Jacques-Germain Soufflot, au début de la décennie des années 1750, la voie porte le nom de « rue du Séminaire », en lien avec le grand séminaire détruit au XIXe siècle et qui occupait l'emplacement actuel des jardins de la place Croix-Paquet.
L'historien Louis Maynard précise que la rue s'appelait « autrefois rue des Deux-Angles » et que cette dénomination est lisible en 1922, lorsqu'il il publie son ouvrage sur les odonymes lyonnais Rues de Lyon avec indication de ce qu'on peut y remarquer en les parcourant, sous forme de gravure au XVIIIe siècle sur un mur à l'angle de la place Croix-Paquet. Cette gravure est encore parfaitement visible en 2017. L'historien Maurice Vanario précise que cet odonyme est attesté en 1789, mais que l'origine de cette dénomination n'est pas connue.
Elle devient ensuite « rue Victor-Arnaud » ou plus précisément « rue Baptiste-Marie-Victor-Arnaud » du nom d'un adjoint au maire de Lyon Jean-François Terme, Victor Arnaud (1788-1856), ancien administrateur des hospices civils et ancien membre du cercle du Commerce, par attribution et délibération du conseil municipal le 30 mai 1856,.
Elle se voit attribuer le nom de « rue d'Alsace » le 19 novembre 1878, décision approuvée par délibération du conseil municipal du 18 juillet 1879 jusqu'au 16 mars 1908. Ce nom lui a été donné en raison de la perte des deux régions de l'Alsace et de la Lorraine après le traité de Versailles de 1871, mais seul le nom d'Alsace lui est alors attribué.
Finalement, la voie est dénommée « rue d'Alsace-Lorraine » par attribution le 16 mars 1908 et délibération du conseil municipal de Lyon du 6 avril 1908.

## Bâtiments remarquables et lieux de mémoire
Le côté impair, à l'est, est bordé d'immeubles du XVIIIe siècle, et le côté pair, à l'ouest, par les deux écoles Michel-Servet, primaire et maternelle puis les jardins de la place Croix-Paquet et la station de métro Croix-Paquet.

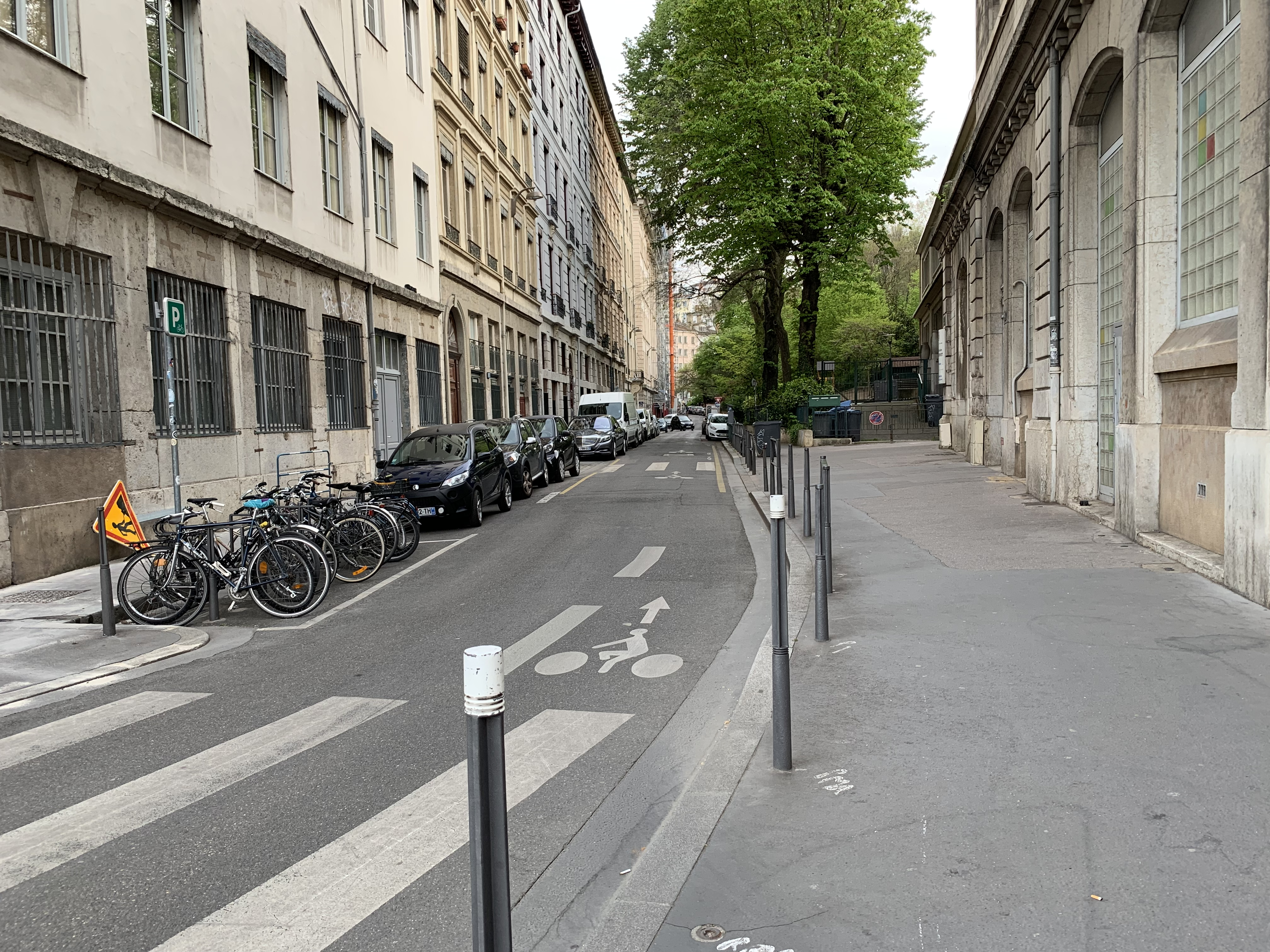
La rue en 2019, depuis le nord, à la hauteur de l'école maternelle Michel-Servet.
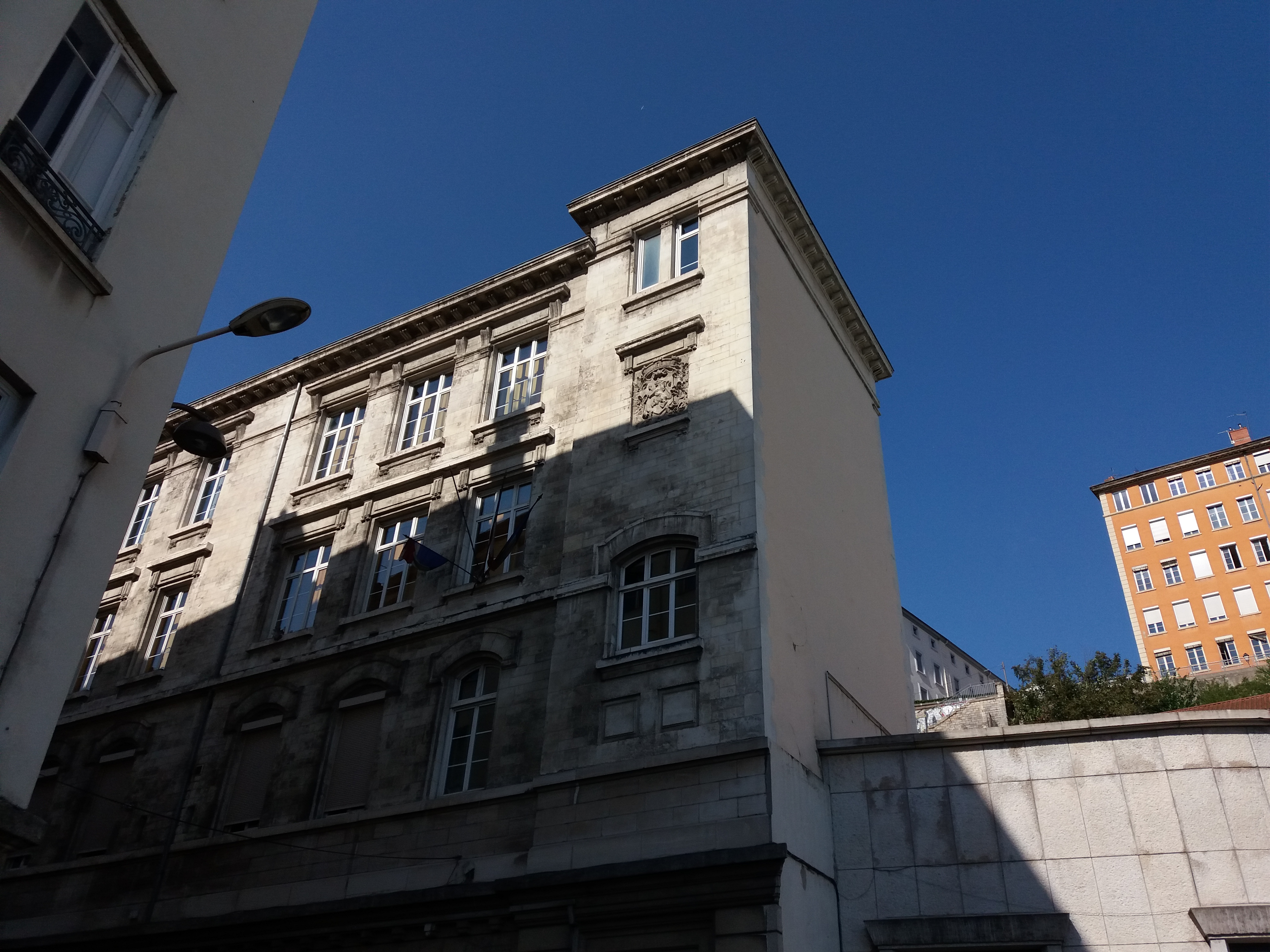
La façade orientale de l'école primaire Michel-Servet